# 22-й гвардейский истребительный авиационный полк (Россия)
22-й гвардейский истребительный авиационный полк (22 гв иап) — тактическое формирование Воздушно-космических сил Российской Федерации. Базируется на аэродроме Центральная Угловая.

## История
С 2016 года 22-й истребительный авиационный полк начал перевооружение на Су-35С и МиГ-31БМ. Ранее авиаторы летали на Су-27СМ..
29 июля 2024 года Указом президента Российской Федерации полку присвоено почётное наименование «гвардейский» за массовый героизм и отвагу, стойкость и мужество проявленные личным составом полка в боевых действиях по защите Отечества и государственных интересов в условиях вооружённых конфликтов.

Полк на построении в 2018 году.
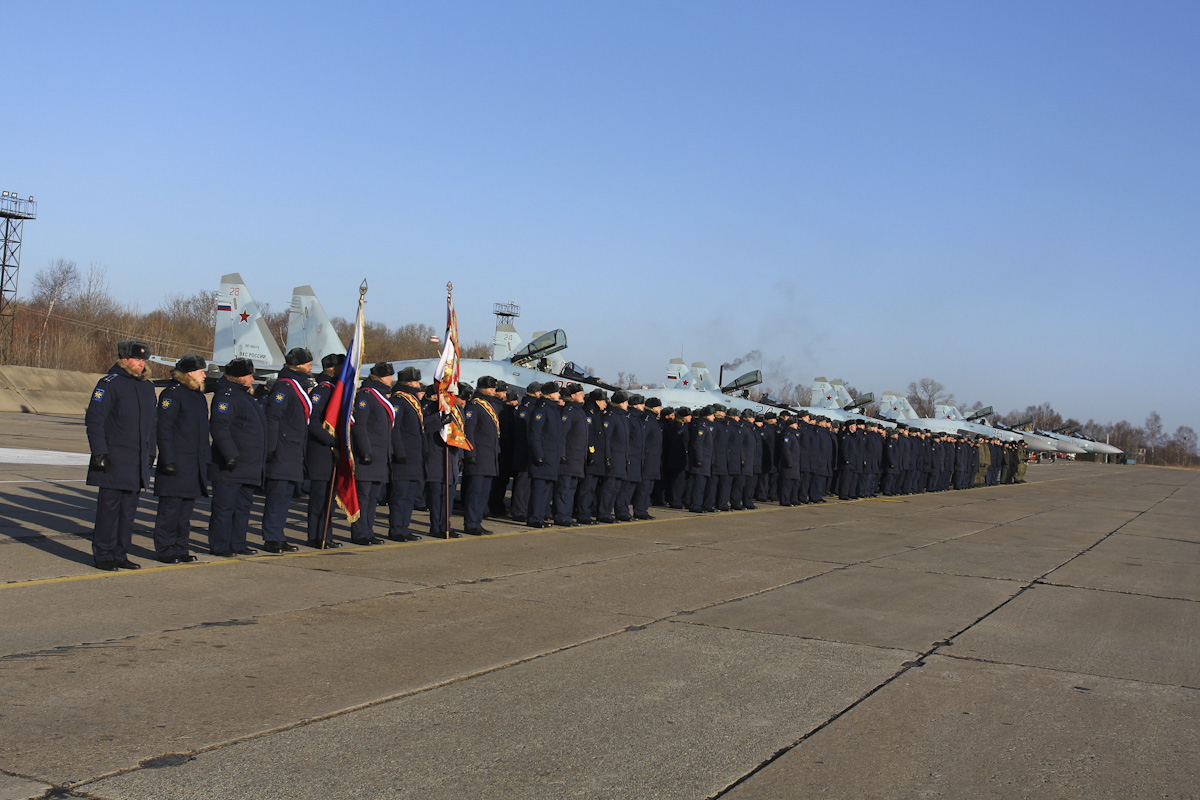
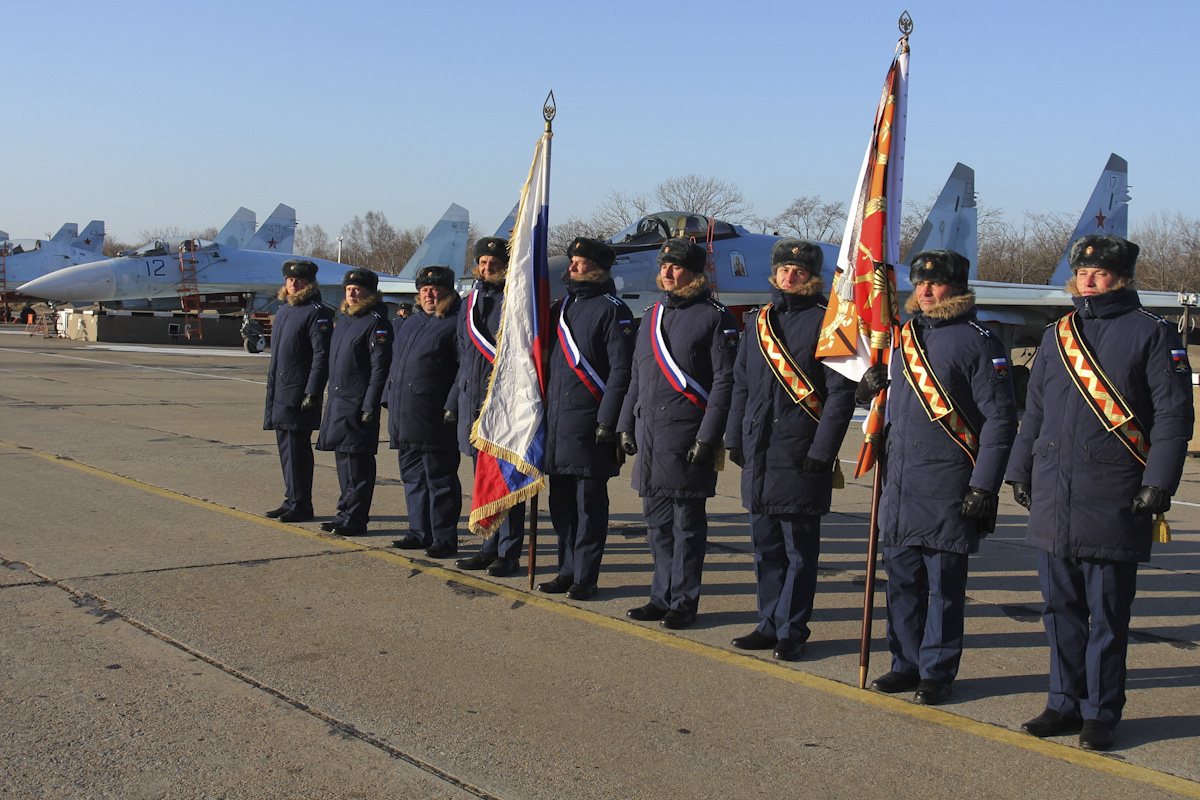
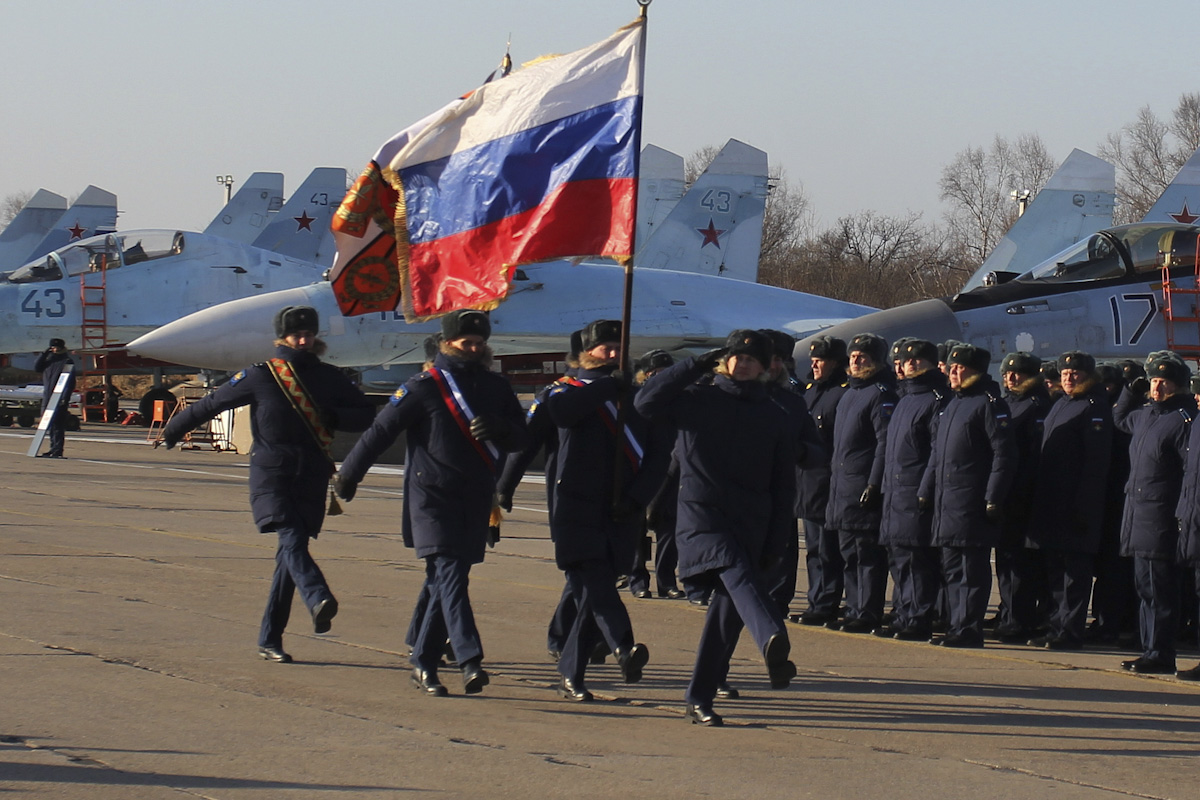